# Spiro Hill
Der Spiro Hill (in Argentinien Monte Spiro bzw. Cerro Sudeste ‚Südosthügel‘, im Vereinigten Königreich Strachan Hill, in Chile Cerro Ariel) ist ein 120 m (nach Angaben des UK Antarctic Place-Names Committee 125 m) hoher Hügel auf Nelson Island im Archipel der Südlichen Shetlandinseln. Er ragt am Kopfende der Edgell Bay auf. 
Wissenschaftler einer von 1952 bis 1953 durchgeführten argentinischen Antarktisexpedition benannten ihn nach Miguel Samuel Spiro, einem griechischstämmigen Protagonisten des argentinischen Unabhängigkeitskrieges, der 1814 bei der Sprengung seines Schiffs ums Leben gekommen war, bevor dieses in gegnerische Hände fallen konnte. Das US-amerikanische Advisory Committee on Antarctic Names übertrug diese Benennung 1965 in angepasster Form ins Englische. Namensgeber 1962 durch das UK Antarctic Place-Names Committee vorgenommenen Benennung ist John Strachan aus Edinburgh, Miteigentümer des Schiffs Brigg Jane des britischen Seefahrers James Weddell. Der chilenische Name ehrt Ariel Gallardo, Ozeanograph bei der 25. Chilenischen Antarktisexpedition (1970–1971).